# Руска Пилана
Руска Пилана је насељено мјесто у Босни и Херцеговини у општини Доњи Вакуф које административно припада Федерацији Босне и Херцеговине. Према попису становништва из 1991. у насељу је живјело 175 становника. Руска Пилана је позната по ријеци Семешници, која протиче и улива се у ријеку Брбас. До Руске Пилане, која је од центра града удаљена око 3 км долазило се преко'Филбаровог моста', а значајно је напоменути да је једним дијелом пролазила и ускотрачна пруга, која је укинута 1975-те године, након чега је дио трасе асфалтиран до Филбаровог моста, а дио је остао као макадамски пут, који је данас једина веза са градом (мост је страдао 1995-те године), постојао је и шумски-камионски пут изнад асфалтног пута који је кориштен за експлоатацију огромног дрвног богатства. Постојала је и основна школа, са станом за породицу учитеља (запамћени су Дара Пециреп, Јово Бороја, Мика Ковачевић). Такође, веома важно је напоменути и хидроцентрале које су биле у власништву породица Малеш и Ћатић, које су уједно и били млинови за жито. Нажалост, данас не постоје. У близини се налазио и мотел Семешница, околина је била разерват за дивље животиње (ловиште у склопу Титове виле у Копривници код Купреса), ријека богата пастрмком итд. Кроз Руску Пилану водио је пут којим се могло доћи до мјеста на Купресу, и даље према Мркоњић Граду. Становништво су сачињавали углавном мјештани околних мјеста, Слатина, Јаблан, Семињ, Расавци, Барице ..... Набрајам их редом :породица, Брљић Михајла, породица Васић Десимира, породица Шатара, Наерац, Илић, Ћатић, Станковић, Гњатић, Цвитић, Вучић, Столић , Малеш, Росић, Шевар, Субашић, и Маскаленко. Данас, су остале породице Маскаленко, Росић , Ћатић, Шевар, док су остали становници расељени углавном о околину Бања Лке, Бијељине и Братунца. Постојала је продавница Врбаспромет у кући Наерац, а крајем осамдесетих година изграђен је Лагер у власништву ШИПАД ЈАЊ, односно ШГ Копривница. Мјештани су углавном били запослени у творници гипса, творници монтажних кућа, столарији, аутосервису, локалној општинској управи, а први и једини кино-оператер у Доњем Вакуфу је био Алекса Маскаленко, наш мјештанин. Популарно је било купалиште звано коњски вир

## Историја
После распада Руске Империје осам високих руских официра, које је предводио царски генерал Медведев, дошло је у Доњи Вакуф, да би ту наставили посао којим су пре њих бавила три брата Италијана, купивши од њих пилану. Насеље које је претходно носило назив Италијанска, тада се прозвало Руска Пилана. Постоје остаци пруге за вагоне којима се дрво транспортовало до пилане. на Столовашу алке-анкери.

## Становништво
По последњем службеном попису становништва из 1991. године, у насељу Руска Пилана живело је 175 становника. Становници су претежно били Срби.
| Националност       | 1991.        | 1981. | 1971. |
| Срби               | 174 (99,43%) |       |       |
| остали и непознато | 1 (0,57%)    |       |       |
| Укупно             | 175          |       |       |